# Площа Якуба Коласа (станція метро)
53°54′57″ пн. ш. 27°35′02″ сх. д. / 53.91583° пн. ш. 27.58389° сх. д.
Пло́ща Яку́ба Ко́ласа (біл. Пло́шча Яку́ба Ко́ласа) — станція Мінського метро Московської лінії. Розташована між станціями Площа Перемоги і Академія наук. Відкрита 30 червня 1984 року у складі першої черги.
Названа на честь видатного білоруського поета Якуба Коласа.

## Конструкція станції
Колонна трипрогінна мілкого закладення (глибина закладення — 8 м) з однією острівною платформою.

## Виходи
Станція розташована під площею Якуба Коласа та має два виходи: один веде до ЦУМу, інший — до Білоруської державної філармонії.

## Пересадки
- Автобуси: 19, 25, 100, 115э;
- Тролейбус: 22;
- Трамвай: 1, 5, 6, 11

## Оздоблення
Основна тема оформлення - білоруська народна творчість. У покритті конструкції застосовано збірний залізобетонний декоративний елемент з похилими ребрами, що асоціюються зі здавна застосований у народній архітектурі кроквами дахів. Колони перонного залу облицьовані керамікою золотистого кольору зі стилізованими малюнками народного орнаменту. У такій же кераміці виконані і панно над спусками у перонний зал з касових залів вестибюлів.

## Галерея

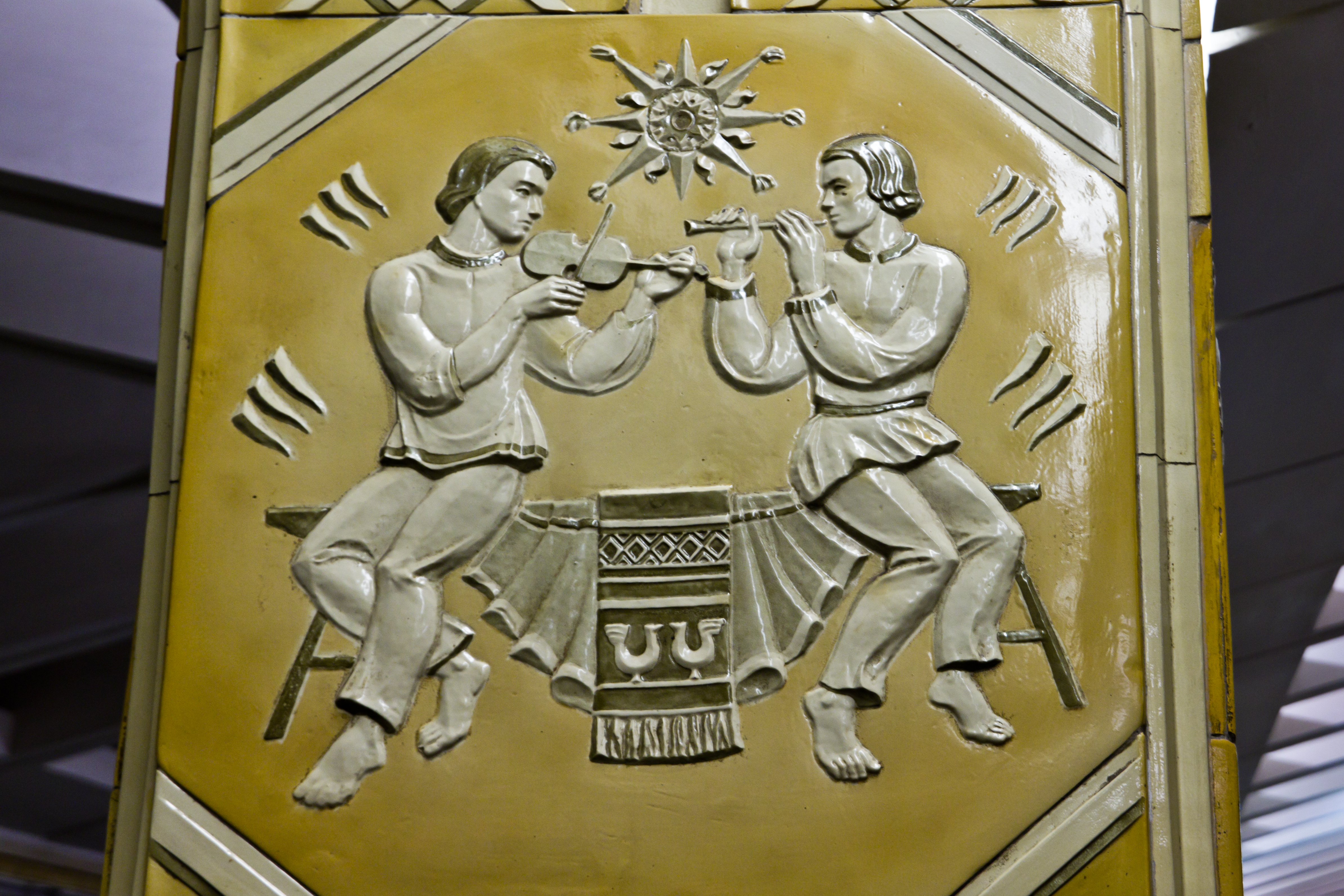
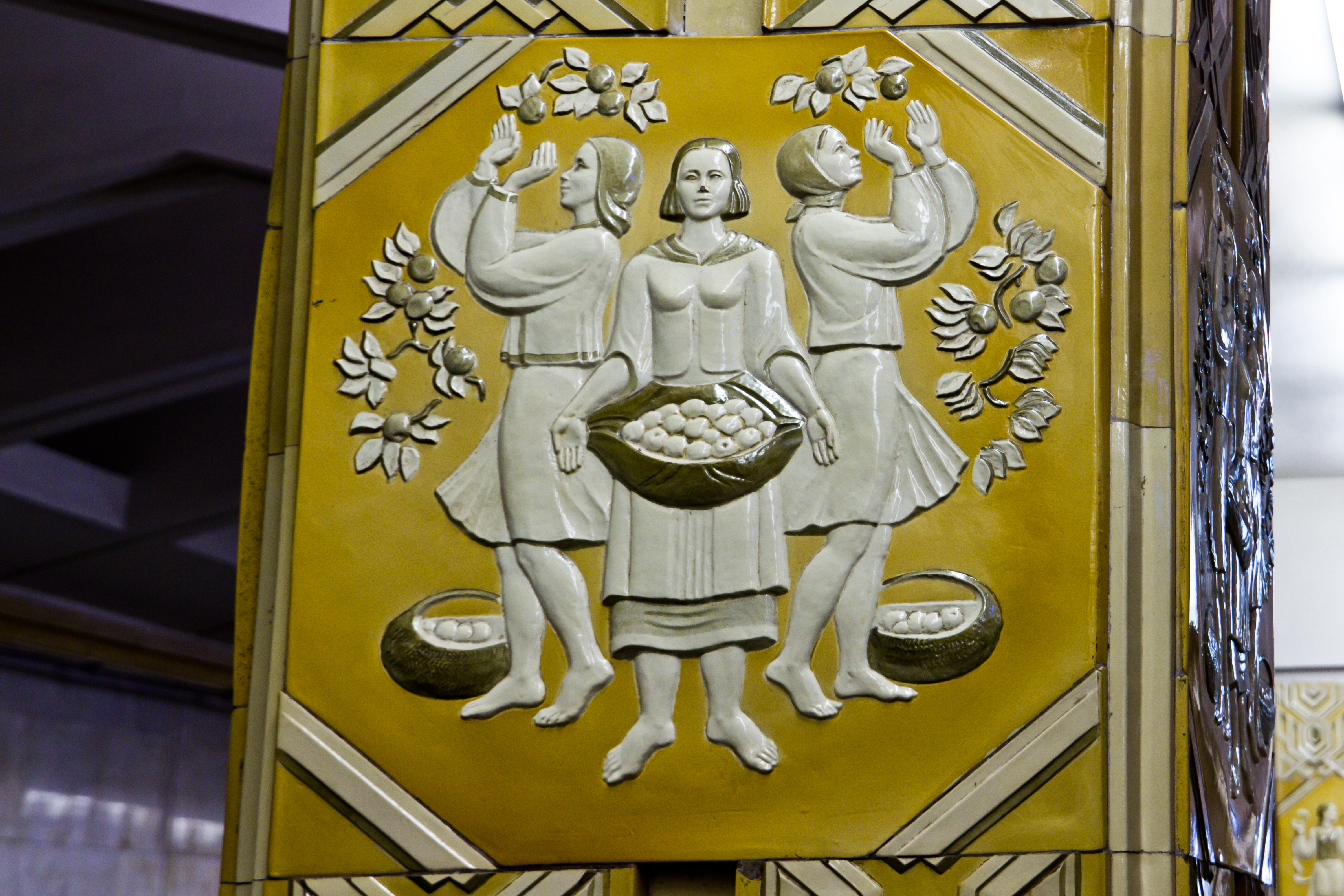

## Колійний розвиток
Станція без колійного розвитку.